# Irlanda (isola)
L'Irlanda (in inglese Ireland, in irlandese Éire, in scots: Airlann) è un'isola situata nell'Oceano Atlantico settentrionale. È delimitata a sud-est dal canale di San Giorgio, a est dal mare d'Irlanda e a nord-est dal canale del Nord.
Politicamente è divisa tra la Repubblica d'Irlanda (Éire, capitale Dublino) e il Regno Unito (Irlanda del Nord, capitale Belfast).
Anticamente divisa in trentadue contee, dopo l'indipendenza l'Éire ebbe la sovranità su ventisei di esse, lasciando al Regno Unito sei contee della provincia dell'Ulster; le ventisei contee irlandesi divennero ventinove nel 1994 per scissione di due di esse in cinque nuove contee, mentre le sei contee dell'Irlanda del Nord non esistono più, essendo dal 1972 la divisione amministrativa di quella regione articolata in distretti.

## Geografia

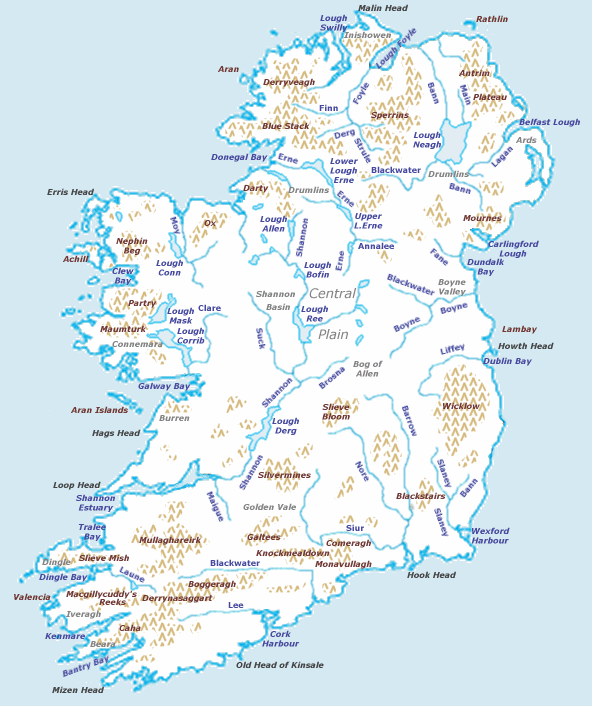
Cartina fisica

L'isola d'Irlanda è situata nell'Europa nord-occidentale ad ovest della Gran Bretagna, approssimativamente 53° a nord dell'Equatore e ad 8° ad Occidente del meridiano di Greenwich.
Il territorio è vasto 84 421 km² (32 595 mi²) ed è caratterizzato da catene montuose non particolarmente elevate che si sviluppano ad anello lungo le coste dell'isola, circondando le regioni centrali pianeggianti. La cima più alta è il monte Carrantuohill, alto 1 039 metri. Altri rilievi famosi sono il monte Errigal, i Monti Wicklow e la montagna sacra, Croagh Patrick.
L'isola è tagliata a metà dal fiume Shannon, che, con una lunghezza di 320 km, è il più lungo d'Irlanda e dell'intero arcipelago britannico. Altri fiumi importanti sono il Foyle e il Liffey, che attraversa Dublino, ma tutta l'isola è percorsa da moltissimi fiumi di modeste dimensioni e torrenti.
Il lago (lough) più grande dell'isola è il Lough Neagh in Irlanda del Nord, mentre il lago più grande della Repubblica d'Irlanda è il Lough Corrib nel Connemara, con vicino il Lough Mask, seguito dal Lough Derg. Molto vasti sono anche i laghi Cullin e Conn nel Mayo. Il lago più grande di tutta l'isola è però in territorio nordirlandese: il Lough Neagh vanta anche il primato di lago più vasto di tutte le isole britanniche, infatti presenta dimensioni veramente notevoli. Famosi sono pure il Lough Gill, il Lough Allen, il Lough Ree e l'incredibile sistema di specchi d'acqua e fiumi che crea il Lough Erne.

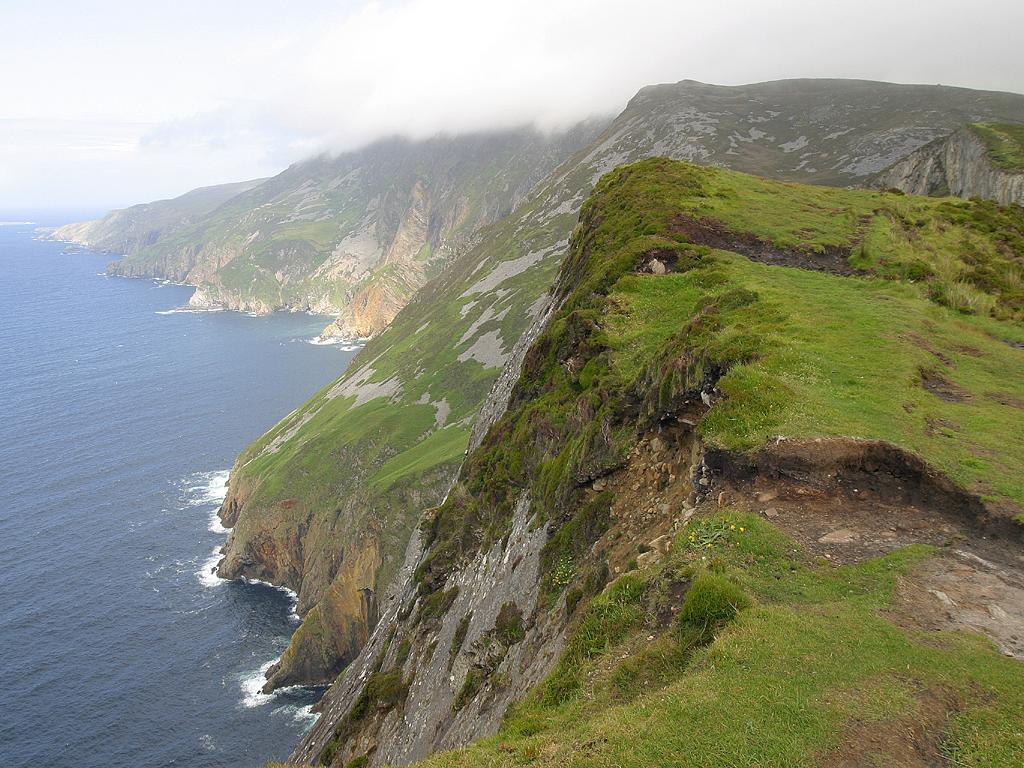
Slieve League, co. Donegal - tra le scogliere marine più alte d'Europa

Le coste irlandesi sono caratterizzate da vaste e lunghissime spiagge dorate (famosissime quelle del Donegal) o da spettacolari scogliere a picco sul mare, tra cui le celebri Cliffs of Moher o le impressionanti Slieve League, le più alte in tutta Europa.
Per la sua ricca vegetazione, dovuta al clima piovoso e temperato dalla corrente del Golfo, il colore che nettamente domina i paesaggi è il verde, che raggiunge anche più di settanta tonalità diverse nei vari panorami, adottato come colore nazionale e che attribuisce il soprannome di Isola Smeralda all'Irlanda.
Tuttavia, l'Irlanda non è interamente verde: accanto ad alcune brulle zone montuose spicca senz'altro nella regione occidentale il Burren, tavolato molto vasto di roccia calcarea. Oltre al Burren, un altro particolare paesaggio è senz'altro quello del Giant's causeway (Il selciato del gigante), in Irlanda del Nord.
Al largo delle coste, in prevalenza di quelle occidentali, ci sono numerose isole minori, tra le quali spiccano Achill Island, che è la più grande ed è vicina a tal punto alla costa irlandese da esserne collegata con un ponte, Clare Island, Skellig Michael, Arranmore e le celebri Isole Aran.
Ci sono cinque parchi naturali protetti nel territorio irlandese, oltre a numerosissime riserve naturali, e sono precisamente il Parco Nazionale di Connemara nel Connemara, il Parco Nazionale di Killarney vicino a Killarney, il Parco nazionale dei Monti Wicklow, il Parco Nazionale del Burren e il Glenveagh National Park in Donegal.
Il punto più settentrionale dell'isola è Malin Head, quello più meridionale Capo Brow, mentre quello più sud-occidentale Mizen Head.

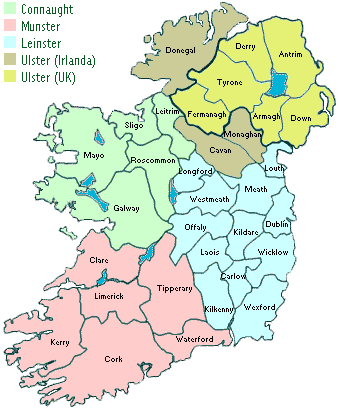
Cartina politica

L'Irlanda viene spesso suddivisa in quattro province, che però non hanno alcun riconoscimento formale: Leinster, Munster, Connacht e Ulster. Queste province sono state successivamente suddivise in trentadue contee, le quali invece hanno, nella maggior parte dei casi, un proprio consiglio e decidono su determinate materie amministrative.
La popolazione è di circa 5,7 milioni di abitanti, molti dei quali vivono sulla costa orientale, e 1 milione circa nella capitale dell'Eire.
La città più vasta e popolata è Dublino, seguita da Belfast e da Cork. Altre città importanti sono Limerick, Galway, Derry, Waterford.

## Sport
A livello sportivo vi sono squadre nazionali rappresentative di tutta l'isola di Irlanda; il caso più noto è quello della nazionale di rugby, che fa parte del Sei Nazioni e la cui federazione ha conservato la giurisdizione su tutto il territorio, anche quello che poi nel 1922 rimase parte del Regno Unito; per tale ragione, la squadra irlandese non adotta la bandiera nazionale, ma una a base completamente verde rappresentante lo Shamrock e le quattro province dell'isola, e quando gioca al di fuori dell'Eire non esegue l'inno nazionale irlandese (Amhrán na bhFiann o The Soldiers' Song), bensì Ireland's Call, inno appositamente commissionato dalla federazione rugbistica composto dal nordirlandese Phil Coulter, che in seguito fu adottato anche dalle rappresentative di hockey su prato e cricket, nonché dagli sport espressione di tutta l'isola a livello internazionale, prima di tutto l'Hurling e il Football Gaelico. Nel calcio, invece, Eire e Irlanda del Nord hanno nazionali separate ed entrambe hanno la divisa di gioco verde.
A livello olimpico, invece, un atleta nordirlandese può scegliere se rappresentare la Gran Bretagna o l'Eire.

## Cultura

### Bandiera e simboli dell'Irlanda

Bandiera delle quattro province
Bandiera storica che rappresenta le quattro province d'Irlanda e che quindi comprende tutta l'isola

Bandiera della nazionale irlandese di rugby, che è formata da
giocatori dell'Eire e dell'Irlanda del Nord

Non c'è una bandiera universalmente accettata che rappresenti tutta l'isola irlandese. Storicamente sono state usate uno svariato numero di bandiere, inclusa la Croce di San Patrizio, usata talvolta nel Regno d'Irlanda e che rappresentava l'Irlanda nell'Union Jack dopo l'Atto di Unione, una bandiera verde con arpa dorata (usata da alcuni nazionalisti radicali ed oggi bandiera del Leinster), una bandiera blu con la stessa arpa usata dal XVIII secolo da vari nazionalisti (oggi emblema del Presidente della Repubblica), e infine il tricolore irlandese. Quest'ultima tuttavia identifica soltanto l'Éire, escludendo l'Irlanda del Nord.
Il Royal Standard mostra inoltre una versione antica del drappo irlandese in uno dei suoi quadranti.
La Croce di San Patrizio è usata dalla Federazione di Rugby irlandese per rappresentare tutta l'isola. Non dello stesso avviso è la GAA (Gaelic Athletic Association) che usa il tricolore. Una bandiera culturale non riconosciuta ma idealmente corretta, potrebbe essere quella delle quattro province.
Storicamente l'isola d'Irlanda, in quanto parte del Regno Unito, ha avuto come motto Quis separabit? (in latino Chi potrà separarci?); non è chiaro se sia ancora valido per l'Irlanda del Nord.

### Arte e letteratura
Nonostante le sue ridotte dimensioni, l'isola d'Irlanda ha contribuito in maniera davvero notevole alla letteratura mondiale, specialmente quella di lingua inglese. La vecchia poesia in lingua irlandese è una delle più antiche d'Europa (risale al VI secolo circa). Nei periodi più recenti, moltissime personalità di spicco venivano dall'Irlanda, molte delle quali sono state anche insignite del Premio Nobel per la Letteratura: George Bernard Shaw, William Butler Yeats, Samuel Beckett e Seamus Heaney. A questi vanno aggiunti due scrittori di fama mondiale come James Joyce e Oscar Wilde.
Le arti figurative comparvero già in età preistorica come testimoniano i ritrovamenti di Newgrange per poi seguire nell'età del bronzo con oggetti in metallo lavorati. Particolarmente interessanti anche numerosi manoscritti di età medievale. Tra il XIX e il XX secolo si sviluppò anche una forte corrente culturale che esaltava la pittura indigena: autori più celebri John Butler Yeats, William Orpen, Jack Yeats e Louis le Brocquy.

### Musica
La musica irlandese è famosa in tutto il mondo per il particolare e tradizionalissimo genere Folk e per le varie ballate, come ad esempio la celeberrima Danny Boy adattata sulle note della Londonderry Air (o Derry Air). Questi generi tuttavia rischiavano di essere abbandonati del tutto all'inizio del XX secolo quando la società irlandese, avviata verso l'era moderna, cominciò a non gradirli come prima, specialmente nei centri urbani.
Soltanto negli anni sessanta tornarono in voga, grazie ad un movimento culturale statunitense che rivalutava la propria musica popolare e che coinvolse anche molti artisti irlandesi. Da questa corrente nacquero e si formarono famose band come The Dubliners, The Chieftains, The Clancy Brothers e gli Sweeney's Men, nonché artisti individuali come Sean Ó Riada.
Altri artisti invece preferirono portare soltanto alcuni elementi del folk irlandese e inserirli in vari pezzi rock per creare un unico genere rock-folk: i più famosi furono gli Horslips, Van Morrison e soprattutto Thin Lizzy.
Durante gli anni settanta e ottanta la differenza tra rock-folk e rock comune divenne sempre meno individuabile, con numerosi artisti che spaziavano dall'uno all'altro genere con incredibile disinvoltura e facilità.
Famosi artisti e band musicali provenienti dall'Irlanda sono senz'altro gli U2, ma anche i Cranberries, The Corrs, The Undertones, Sinéad O'Connor, Enya, The Pogues e Boyzone; si deve fare un discorso a parte per i Flogging Molly che sono di Los Angeles, ma tutti di origine irlandese, come pure i Dropkick Murphys, gruppo musicale di Boston.